# Generalrat (Kirchenrecht)
Generalrat ist in der römisch-katholischen Kirche die Bezeichnung für ein hohes beratendes Organ, das einen Kirchenoberen oder den Leiter eines kirchlichen Verbandes oder einer anderen kirchlichen Organisation bei seinen Leitungsaufgaben unterstützt.
So bestehen die Generalräte von Ordensgemeinschaften, Säkularinstituten, Gesellschaften apostolischen Lebens, Personalprälaturen oder vergleichbaren kirchlichen Gliederungen, Instituten und Vereinigungen regelmäßig aus mehreren gewählten oder ernannten Mitgliedern, die an der Leitung des Verbandes mitwirken und mitunter auch mit gesetzlich verankerten Mitsprache- oder Anhörungsrechten ausgestattet sind.
Auch Päpstliche Missionswerke und bestimmte Dikasterien (etwa die Päpstliche Kommission für Lateinamerika) verfügen über Generalräte als Leitungs- bzw. Koordinierungs- und Beratungsorgane.
Der Generalrat der Vatikanstadt ist das Amt des höchsten Ratgebers der Regierung des Staates Vatikanstadt in gesetzgeberischen und anderen Angelegenheiten. Die ihm nachgeordneten Berater heißen Staatsräte.

## Generalrat in Ordensgemeinschaften
Die Aufgabe der Mitglieder des stets mehrköpfigen Generalrates eines Ordensinstitutes ist in erster Linie die Unterstützung des höchsten Oberen (Generalsuperior bzw. -superiorin) in mit der Leitung des Verbandes verbundenen Aufgaben. Sie haben in den vom allgemeinen Recht oder Eigenrecht vorgesehenen Fällen und immer dann, wenn die Generaloberin oder der Generalobere darum bittet, ihren Rat oder ihre Stimme abzugeben.
In der Regel werden die als Generalräte bzw. -rätinnen oder auch Generalassistent(inn)en bezeichneten Mitglieder des Generalrates beim Ordenskapitel durch die Mitglieder der Gemeinschaft gewählt oder vorgeschlagen. Ihr Amt ist, wie das des Generalsuperiors, zumeist zeitlich beschränkt, die Wiederwahl ist aber zulässig. In einigen Orden ist es üblich, dass die Generalräte oder -rätinnen während ihrer Amtszeit im Generalat leben.
In den Sitzungen des Generalrates, die mehrmals im Jahr stattfinden, wird über wichtige Belange des Ordens beraten und abgestimmt. Den Vorsitz führt der/die Generalsuperior(in) oder der/die stellvertretende Leiter(in) des Institutes (Generalvikar/-in). In manchen Angelegenheiten (etwa die Auflösung eines Konventes oder die Zulassung von Kandidaten zur Profess) ist der oder die Generalsuperior(in) an das Votum des Generalrates gebunden (Kollegialprinzip), in anderen Fällen hat der Generalrat ein Anhörungs-, aber kein Mitbestimmungsrecht und die Abstimmung in dem Gremium hat nur orientierenden Charakter. Die Generalräte und -rätinnen können auch weiter gehende Leitungsaufgaben übernehmen und ihre Oberen beispielsweise bei Visitationen begleiten oder vertreten.
In größeren Orden, die in Provinzen unterteilt sind, tritt oftmals einmal jährlich ein so genannter erweiterter Generalrat zusammen. Dieser bespricht die Angelegenheiten der Ordensprovinzen und besteht aus dem Generalsuperior, den Generalräten und den Provinzial(inn)en der verschiedenen Ordensprovinzen.

## Generalräte der Apostolischen Organisationen für die weltkirchliche Zusammenarbeit
Die römisch-katholischen Missionswerke unterstehen dem Dikasterium für die Evangelisierung, deren Aufgabe die Verbreitung des Glaubens (Propaganda Fidei) ist. Seit 1922 war der Sekretär der Propaganda-Kongregation, seit 2022 des Dikasteriums für die Evangelisierung, (Stellvertreter des Kardinalpräfekten) zugleich Generalpräsident aller nationalen Missionswerke (darunter etwa missio), die zu vier länderübergreifenden Zweigen (den eigentlichen Päpstlichen Missionswerken) zusammengeschlossen sind. Jedes Missionswerk hat einen Nationaldirektor oder Präsidenten und ein eigenes Generalsekretariat, dem ein Generalrat (Delegierter) angehört. Dem Generalpräsidenten steht ein Generalrat zur Seite, der aus den in Rom residierenden Ländervertretern (Generalräten) und den Direktoren/Präsidenten der angeschlossenen Nationalwerke zusammengesetzt ist.
Zur Förderung der Beziehungen zu den Diözesen Lateinamerikas unterhalten viele Bischofskonferenzen eigene bischöfliche Kommissionen, in Deutschland etwa für die Bischöfliche Aktion Adveniat. Diese nationalen Kommissionen arbeiten mit der Päpstlichen Kommission für Lateinamerika (CAL) zusammen, die enge Beziehungen mit dem lateinamerikanischen Bischofsrat (CELAM) unterhält. Zu diesem Zweck gibt es den Generalrat der Päpstlichen Kommission für Lateinamerika (COGECAL), der gebildet wird von CAL, CELAM, den Präsidenten der nationalen bischöflichen Kommissionen, dem Präsidenten der Internationalen Vereinigung der Ordensoberen und dem Vorsitzenden der Konföderation der Ordensleute Lateinamerikas.

## Generalrat des Vatikanstaates
In der Verfassung des Vatikanstaates wird der Generalrat (Consigliere Generale della Città del Vaticano) in Artikel 13 erwähnt. Es handelt sich um das Amt des höchsten Beraters des Papstes in Fragen der Gesetzgebung und Regierung der Vatikanstadt. Zusammen mit den Staatsräten (Consiglieri di Stato della Città del Vaticano), bei deren Zusammenkünften er den Vorsitz führt, berät er die Päpstliche Regierungskommission bei der Ausarbeitung von Gesetzen und in anderen Angelegenheiten. Nach den Weisungen des Präsidenten der Kommission kann er auch Funktionen in der Koordination und Vertretung des Staates ausüben. Der Generalrat wird vom Papst auf fünf Jahre ernannt und ist ihm gegenüber unmittelbar verantwortlich.